# Гриви (Опочецький район)
Гриви (рос. Гривы) — присілок в Опочецькому районі Псковської області Російської Федерації.
Населення становить 50 осіб. Входить до складу муніципального утворення Глубоковська волость.

## Історія
Від 2015 року входить до складу муніципального утворення Глубоковська волость.

## Населення
| 2001 | 2002 | 2010 | 2013 | 2014 | 2015 | 2016 |
| ---- | ---- | ---- | ---- | ---- | ---- | ---- |
| 72   | ↘69  | ↘60  | ↘50  | ↘49  | ↘46  | ↗50  |